# Meurtre de touristes français en Mauritanie en 2007

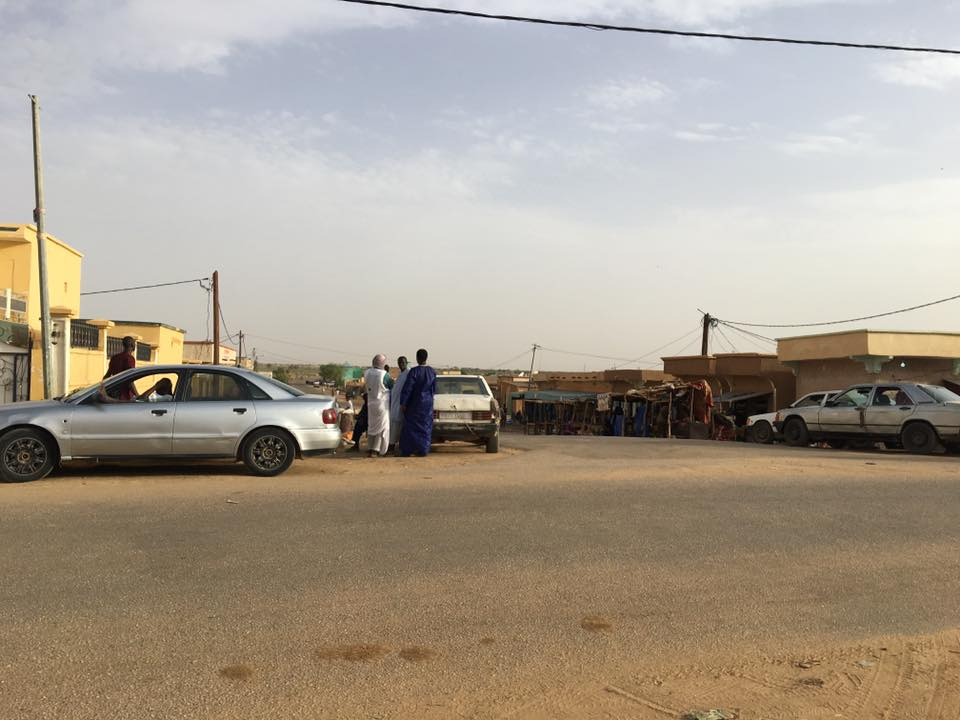
Vue de la ville d’Aleg, en Mauritanie, près de laquelle a eu lieu l’attaque du 24 décembre 2007 visant un groupe de touristes français.

Le meurtre de touristes français en Mauritanie en 2007 a lieu le 24 décembre 2007 près d'Aleg, à 250 km à l'est de la capitale Nouakchott.
Quatre d'entre eux sont tués et le cinquième est grièvement blessé. Il y a un survivant ; les victimes sont ses deux fils adultes, son frère et un ami.
Les autorités mauritaniennes arrêtent neuf personnes le 7 janvier 2008. Un fusil d'assaut est récupéré par la police à proximité du lieu du meurtre. Le ministre mauritanien de l'Intérieur impute alors ces meurtres à une cellule terroriste dormante. Les autorités affirment que les suspects sont membres d’un groupe extrémiste lié à Al-Qaïda.
L'un des suspects arrêtés en janvier, Sidi Ould Sidna, s'échappe en mars puis est arrêté à nouveau en avril. Sidna est auparavant formé par le groupe Al-Qaïda au Maghreb, ce qui confirme que Sidna est alors affilié à leur organisation selon le New York Times. En 2010, trois hommes qui se disent « soldats d'Al-Qaïda », Sidi Ould Sidna, Mohamed Ould Chabarnou et Maarouf Ould Haiba, sont condamnés à mort par un tribunal mauritanien pour cet attentat. La Mauritanie n’a pas eu recours à la peine de mort depuis les années 1980 et cette condamnation devrait être commuée en longue peine de prison,. 

## Sources
1. ↑  « 4 French tourists killed in Mauritania », ABC News,‎ 24 décembre 2007 (lire en ligne [archive du 27 décembre 2007], consulté le 6 octobre 2014)
2. ↑  Edward Mickolus, Terrorism, 2008-2012: A Worldwide Chronology, McFarland, 3 mars 2014, 310– (ISBN 978-1-4766-1467-0, lire en ligne)
3. ↑  « News », Telegraph.co.uk (consulté le 6 octobre 2014)« https://www.telegraph.co.uk/news/main.jhtml?xml=/news/2007/12/24/wfrench124.xml »(Archive.org • Wikiwix • Archive.is • Google • Que faire ?), juillet 2021
4. ↑  « Mauritania arrests three more suspects in French tourists' murder » [archive du 20 mai 2011], AFP, 29 décembre 2007
5. ↑  « Mauritania detains 9 people in French tourists' deaths », Iht.com (consulté le 7 octobre 2014)
6. ↑  « Mauritania: Three arrested over slaying of French tourists - Adnkronos Security », Adnkronos.com (consulté le 6 octobre 2014)
7. ↑  « Mauritania blames killings on terrorist cell », NBC News, 24 décembre 2007 (consulté le 6 octobre 2014)
8. ↑  « Mauritanian Suspects in French Tourist Killings Linked to al-Qaida » [archive du 28 décembre 2007], Voice of America, 25 décembre 2007 (consulté le 8 janvier 2008)
9. ↑  « Mauritania Police Arrest Suspect in Killing of French Tourists » [archive du 17 novembre 2008], Voice of America, 10 avril 2008
10. ↑  Nicholas Schmidle, « The Saharan Conundrum », The New York Times,‎ 13 février 2009 (lire en ligne, consulté le 6 octobre 2014)
11. ↑  « Al Qaeda-affiliated tourist killers sentenced to death » [archive du 27 mai 2010], France 24, 25 mai 2010
12. ↑  (en) « Al Qaeda-affiliated tourist killers sentenced to death », sur France 24, 25 mai 2010 (consulté le 25 juin 2025)